# Mauricio Pastrana
Mauricio Pastrana (Montería, Colombia, 20 de enero de 1973) es el boxeador monteriano que más veces se ha ceñido un fajín orbital: 6 en total, entre títulos mundiales y regionales. Si bien su carrera boxística no impactó en Montería como lo hizo el carismático Miguel "Happy" Lora, hay que resaltar que Mauricio Pastrana es el boxeador monteriano más exitoso de todos los tiempos, a juzgar por sus títulos.

## Trayectoria
Después de una importante carrera amateur y de haber saltado al profesionalismo en 1991, Pastrana se apoderó de su primer fajín el 16 de agosto de 1996. Ese día derrotó en Montería a su coterráneo, Luis Doria, con quien se midió por el título minimosca Latinoamericano de la FIB.  Esa victoria le dio la oportunidad para pelear por un título mundial contra el por entonces campeón Michael Carvajal.
Fue así como Mauricio Pastrana se convirtió en el segundo campeón mundial de boxeo monteriano. Lució su primer cinturón de campeón mundial en 1997 cuando le arrebató el fajín minimosca de la Federación Internacional de Boxeo al mexicano Michael Carbajal el 18 de enero de 1997 en combate realizado en Las Vegas, Nevada. el 29 de agosto de 1998 en Las Vegas, perdió ese título en la báscula ante Carlos Murillo. Derrotó al dominicano Manuel Jesus Herrera en un combate realizado en Pompano Beach, Florida, por nockout en el tercer asalto. El 3 de octubre de 1998 le ganó a José Bonilla el título interino mosca de la AMB. Cuando ya la crítica lo consideraba sin ninguna opción de campeonato, Mauricio Pastrana (34-7-2, 23 KOs) sorprendió el 26 de enero de 2007 cuando derrotó al cotizado prospecto mexicano y campeón Super Gallo de la NABO, versión AMB, Antonio Escalante, en un combate realizado en Cícero, Illinois.
Mauricio Pastrana subirá al ring el próximo 1 de diciembre en Panamá por la corona supergallo que ostenta Celestino "Pelenchín" Caballero. Actualmente se encuentra desamparado de la liga Nacional de Boxeo.